# Francisco Studart
Francisco José Ferreira Studart, ou apenas Francisco Studart, (Fortaleza, 9 de agosto de 1933 — Rio de Janeiro, 18 de junho de 2000) foi um advogado e político brasileiro, outrora deputado federal pela Guanabara e pelo Rio de Janeiro.

## Dados biográficos
Filho de Fábio de Morais Studart e Nise Ferreira Studart. Após mudar-se para o Rio de Janeiro, tornou-se funcionário da Câmara dos Deputados em 1950 sob concurso público e dentre as funções que exerceu na respectiva casa legislativa está a de oficial de gabinete quando Nereu Ramos presidiu a mesma. Advogado formado pela Universidade Federal do Rio de Janeiro, com pós-graduação pela Universidade de Paris, foi membro correspondente da Academia de Direito Internacional de Haia. Genro de Parsifal Barroso, serviu como secretário-geral do Ministério do Trabalho quando o sogro assumiu a pasta a convite do presidente Juscelino Kubitschek, além de ter servido junto à Casa Civil no governo do presidente João Goulart.
Assim que o Regime Militar de 1964 impôs o bipartidarismo através do Ato Institucional Número Dois, Francisco Studart ingressou no MDB sendo eleito suplente de deputado federal pela Guanabara em 1966 e 1970, sendo assessor do Banco Nacional da Habitação (BNH) entre uma eleição e outra. Efetivado após o assassinato de Rubens Berardo em 1973, reelegeu-se em 1974 e passou a representar o estado do Rio de Janeiro no ano seguinte. Figurou como suplente em 1978, mas após algum tempo fora da política, elegeu-se deputado federal via PTB em 1982. Nessa condição, votou a favor da Emenda Dante de Oliveira em 1984 e em Tancredo Neves no Colégio Eleitoral em 1985,
Candidato a reeleição pelo PFL em 1986, não obteve êxito, mas durante o governo do presidente José Sarney dirigiu o Departamento Jurídico e de Patrimônio da Rede Ferroviária Federal e assumiu uma cadeira no Conselho de Administração da Light. A partir de 1990 dedicou-se apenas à advocacia, embora tenha ingressado no PMDB. Sua família descende do Barão de Studart e dentre seus parentes citamosː Osvaldo Studart e Paulo Studart (deputados federais pelo Ceará), além de Heloneida Studart (deputada estadual pelo Rio de Janeiro).